# Petschengafjord
Der Petschengafjord (russisch Губа Печенга (Guba Petschenga), norweg.: Petsjengafjorden, Petsjengabukta oder Petsamofjorden) ist ein 17 km langer und 1 bis 2 km breiter Fjord in der Oblast Murmansk in Russland. 
Er liegt etwa 25 km von der norwegischen Grenze entfernt. 
Der Fluss Petschenga mündet in das Fjordende. Dort liegt auch die Stadt Petschenga. 
Am Westufer, auf halber Länge des Fjords, liegt Liinakhamari (finnisch Liinahammari). Dieser Ort war in der Zeit von 1920 bis 1944, als das Gebiet Petschenga zum finnischen Territorium gehörte, der einzige finnische eisfreie Hafen. 